# Robotron: 2084

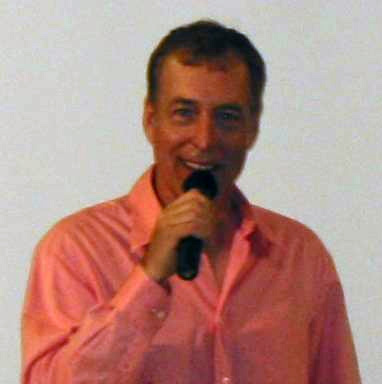
Eugene Jarvis (2006)

Robotron: 2084 is een arcadespel van Williams Electronics uit 1982 dat werd geprogrammeerd door Eugene Jarvis. Het spel is gesitueerd in het jaar 2084 en het doel is om de robots die de aarde dan beheersen te verslaan en zo veel mogelijk mensen te redden. Er waren ook diverse versies voor homecomputers.
Een variant van Robotron is Llamatron van Jeff Minter waarbij men als een lama diverse herkauwers moet redden van een groot aantal vijanden.

## Platforms
| Jaar | Platform                                                                     |
| ---- | ---------------------------------------------------------------------------- |
| 1982 | Arcade                                                                       |
| 1983 | Apple II, Atari 5200, Atari 8-bit, Commodore 64, PC Booter, TI-99/4A, VIC-20 |
| 1984 | ZX Spectrum                                                                  |
| 1985 | BBC Micro, Electron                                                          |
| 1986 | Atari 7800                                                                   |
| 1987 | Atari ST                                                                     |
| 1991 | Lynx                                                                         |
| 2006 | Xbox 360                                                                     |

## Ontvangst
| Beoordeeld door                         | Platform     | Datum            | Score |
| --------------------------------------- | ------------ | ---------------- | ----- |
| Atari Gamer - XL-XE Game Review Edition | Atari 8-bit  | december 2013    | 90%   |
| Electric Playground                     | Atari 8-bit  | 5 juni 1995      | 90%   |
| Digital Press - Classic Video Games     | Atari 5200   | 10 december 2003 | 80%   |
| Retrogaming History                     | Atari 8-bit  | 28 februari 2009 | 80%   |
| IGN                                     | Xbox 360     | 2 december 2006  | 75%   |
| Micro 7                                 | Commodore 64 | juni 1984        | 67%   |
| Power Play                              | Lynx         | februari 1992    | 66%   |
| Video Game Talk                         | Xbox 360     | 25 april 2006    | 60%   |
| Digital Press - Classic Video Games     | Xbox 360     | 1 maart 2006     | 60%   |
| ASM (Aktueller Software Markt)          | Lynx         | januari 1992     | 58%   |

## Trivia
- Het spel is opgenomen in het boek 1001 Video Games You Must Play Before You Die van Tony Mott.